# Lobosceliana gilgilensis
Lobosceliana gilgilensis är en insektsart som först beskrevs av Bolívar, I. 1915.  Lobosceliana gilgilensis ingår i släktet Lobosceliana och familjen Pamphagidae. Inga underarter finns listade i Catalogue of Life.